# Kiko Buggy do Brasil
Kiko Buggy do Brasil war ein brasilianischer Hersteller von Automobilen.

## Unternehmensgeschichte
Das Unternehmen hatte seinen Sitz in Rio de Janeiro. 1971 begann die Produktion von Automobilen. Der Markenname lautete Kiko. Es ist nicht bekannt, wann die Produktion endete.

## Fahrzeuge
Im Angebot stand ein VW-Buggy. Ein ungekürztes Fahrgestell vom VW Käfer bildete die Basis. Darauf wurde eine offene türlose Karosserie aus Fiberglas montiert. Ein luftgekühlter Vierzylinder-Boxermotor im Heck trieb die Hinterräder an. Hinter den vorderen Sitzen war ein Überrollbügel.